# Mexicana (repositorio digital)
Mexicana. Repositorio del patrimonio cultural de México es un repositorio digital de acceso abierto de los acervos digitales de la Secretaría de Cultura de México. Sus colecciones proceden de museos, bibliotecas, archivos, fototecas, centros de documentación, fonotecas, así como unidades administrativas y órganos desconcentrados. Se presentó públicamente en octubre de 2018. Los contenidos que se pueden encontrar son diversos, tanto en formatos (programas de radio, cortometrajes, libros, fotografías, tesis, pinturas, esculturas, entre otros) como en temáticas.

## Historia y fundación
Mexicana es un proyecto estratégico de la Dirección General de Tecnologías de la Información y Comunicaciones (DGTIC) de la Secretaría de Cultura. Esta secretaría de estado fue creada el 18 de diciembre de 2015 para coordinar el diseño e implementación de las políticas públicas del sector cultural de la administración pública federal. Hasta entonces, el diseño y ejecución de las políticas públicas del sector cultural dependían del Consejo Nacional para la Cultura y las Artes.
En el año 2018, la Secretaría de Cultura publicó la Agenda Digital de Cultura, un instrumento normativo que tiene como propósito articular esfuerzos en el uso y la explotación de tecnologías digitales y promover la creación, investigación, difusión y preservación de las expresiones culturales de México. Mexicana se desarrolló en esta marco para preservar, investigar y difundir la cultura; realizar coordinación sectorial e implementar infraestructura tecnológica.
La DGTIC coordina, a través de Mexicana, un conjunto de actividades encaminadas a crear un ecosistema digital y a articular una política pública que permita promover, fortalecer y consolidar mejores prácticas para la documentación del patrimonio cultural, facilite su interoperabilidad y garantice su preservación.

## Objetivos
Dentro de sus objetivos, Mexicana debe
- Integrar un inventario de los acervos que resguarda la Secretaría de Cultura y todos los organismos que coordina.
- Fortalecer las tareas de catalogación y digitalización de los acervos para asegurar su preservación y difusión.
- Promover la creación de marcos comunes, uso de estándares y metodologías que permitan homologar e integrar la información de los acervos de las instituciones coordinadas por la Secretaría de Cultura.
- Implementar herramientas que contribuyan a reducir la desigualdad en el uso y acceso de plataformas digitales sustentables para gestionar la información de los acervos de las instituciones coordinadas por la Secretaría de Cultura.
- Sentar las bases de un modelo de gestión descentralizado que fortalezca las capacidades para procesar los inventarios, la catalogación y la documentación del patrimonio cultural en resguardo de las instituciones que coordina la Secretaría de Cultura.

Para alcanzar estos objetivos, diseñó una Estrategia de gestión descentralizada de acervos digitales que integrará la información de los acervos de la Secretaría de Cultura en una red de repositorios que facilite la gestión al interior de las instituciones que la resguardan y la difusión y el acceso por parte del público. Para ello, la DGTIC brinda herramientas tecnológicas y conceptuales a las instituciones que forman parte de su red de proveedores de datos, además de que sienta las bases para el diseño de políticas públicas para la digitalización y la preservación del patrimonio cultural. 

#### Metodología de trabajo
La estrategia de gestión descentralizada de acervos consiste en una metodología organizada en tres fases:
1. Aplicación de cuestionario de diagnóstico de madurez tecnológica para la gestión de acervos digitales que nos permite conocer el entorno institucional y tecnológico en el que se llevan a cabo los procesos de gestión de acervos.
2. Acompañamiento y mentoría para la normalización de información siguiendo estándares y buenas prácticas internacionales, e incorporando el uso de vocabularios controlados para mejorar la calidad de la documentación de las colecciones. [Consulte los catálogos de vocabularios controlados disponibles en los documentos de referencia para la catalogación y documentación de colecciones]
3. Implementación de repositorios digitales en la plataforma Tainacan, software libre que permite la administración y publicación de colecciones en internet.

Mediante esta metodología, la DGTIC y Mexicana pretenden asegurar un nivel de apropiación tecnológica que fortalezca a los proveedores de datos, promueva la interoperabilidad de la información y coadyuve a crear políticas públicas encaminadas a la digitalización y la preservación del patrimonio cultural. Para procurar la sustentabilidad de este proyecto, se ha decidido priorizar el uso de software libre y promover y suscribir los principios del acceso abierto.

### Modelo de recolección de datos
Mexicana es un repositorio agregador que tiene características de repositorios organizados bajo los modelos distribuido, en el que los recursos se depositan en una red distribuida de archivos institucionales, temáticos y de acceso abierto que cumplen con el protocolo OAI, cuyos metadatos se recopilan y se ponen a disposición de los usuarios y del modelo de "recolección" o harvesting, una variante del modelo distribuido, en el que los metadatos se recolectan, se mejoran y se estandarizan antes de ser accesibles a los usuarios.

#### Proveedores de datos
En la actualidad Mexicana cuenta información y objetos digitales procedentes de las siguientes instituciones coordinadas por la Secretaría de Cultura:
- Instituto Nacional de Antropología e Historia
- Instituto Nacional de Bellas Artes y Literatura
- Instituto Nacional de Lenguas Indígenas
- Instituto Nacional de Estudios Históricos de las Revoluciones de México
- Instituto Mexicano de Cinematografía
- Radio Educación
- Centro Nacional de las Artes
- Centro de la Imagen
- Canal 22
- Dirección General de Bibliotecas
- Dirección General de la Fonoteca Nacional
- Dirección General de Publicaciones
- Dirección General de Culturas Populares, Indígenas y Urbanas (Museo Nacional de Culturas Populares, y Centro de Información y Documentación Alberto Beltrán)
- Centro Nacional para la Preservación del Patrimonio Cultural Ferrocarrilero (Museo Nacional de los Ferrocarriles Mexicanos y Centro de Documentación e Investigaciones Ferroviarias)
- Biblioteca Vasconcelos
- Centro de Capacitación Cinematográfica
- Festival Internacional Cervantino